# Мамун, Маргарита
Маргари́та Маму́н (род. 1 ноября 1995, Москва, Россия) — российская гимнастка, Олимпийская чемпионка Рио-де-Жанейро (2016), семикратная чемпионка мира по художественной гимнастике (2013, 2014, 2015), четырёхкратная чемпионка Европы (2013, 2015), четырёхкратная победительница Универсиады в Казани (2013), чемпионка I Европейских игр 2015 года в Баку, многократная победительница Гран-при и этапов Кубка мира.
Трёхкратная абсолютная чемпионка России по художественной гимнастике (2011, 2012, 2013), а также двукратный серебряный призёр национального чемпионата (2014, 2016). Болельщики называют Маргариту «Бенгальской тигрицей». Заслуженный мастер спорта России.

## Семья
Маргарита Мамун родилась 1 ноября 1995 года в Москве. Наполовину русская, наполовину бенгалка, имеет российско-бангладешское двойное гражданство. Её отец, Абдулла Аль Мамун, родом из Бангладеш, по профессии морской инженер. Отец Маргариты умер от рака 26 августа 2016 года. Мать — Анна, в детстве непродолжительное время занималась гимнастикой. Именно восточными корнями её тренер Ирина Винер-Усманова объясняет выразительность, лиричность и пластичность Мамун.

## Карьера
Мамун в семилетнем возрасте начала ходить в секцию гимнастики, куда её привела мать, так как Олимпийская деревня находится неподалёку от их дома. Осознанно стала готовиться к карьере гимнастки с одиннадцати лет. Тренировалась под руководством тренера Амины Зариповой. В СДЮСШОР тренировалась под руководством Натальи Валентиновны Кукушкиной. В сборной наставником Мамун являлась Ирина Винер-Усманова.
В 2005 году в составе команды Каролины Севастьяновой принимала участие в Miss Valentine Cup, проходившем в эстонском городе Тарту. Однажды на юниорских соревнованиях, проводившихся не под эгидой FIG, Мамун выступила за команду Бангладеш, гражданство которого имеет, однако в дальнейшем всегда представляла Россию.
Первых больших успехов Мамун добилась в 2011 году, когда стала чемпионкой России в многоборье, а также в упражнениях с булавами, мячом и обручем. Мамун стала привлекаться к тренировкам со сборной командой в Новогорске. В том же году её отправили на соревнования в Монреаль, где проходил этап Кубка мира. Мамун с результатом 106,925 балла заняла третье место в многоборье и впервые в карьере поднялась на взрослый пьедестал. В упражнениях с мячом набрала 27,025 балла и заняла первое место.

### 2012 год
В 2012 году Мамун начала сезон с выступлений на Гран-при в Москве; в многоборье она заняла девятое место. На первом этапе Кубка мира в Киеве Мамун, став седьмой в многоборье, квалифицировалась в три финала и выиграла три бронзовые медали: в упражнениях с мячом, булавами и лентой. На соревнованиях в Ташкенте Мамун остановилась в шаге от пьедестала, по сумме всех упражнений набрав 113,200 балла и заняв лишь 4 место. В октябре того же года стала абсолютной чемпионкой России, повторив свой прошлогодний успех. В конце сезона Мамун дебютировала на ежегодном клубном чемпионате мира Aeon Cup, заняв четвёртое место в индивидуальном многоборье. В составе команды с Дарьей Дмитриевой и Юлией Бравиковой (клуб «Газпром») стала победительницей.

### 2013 год

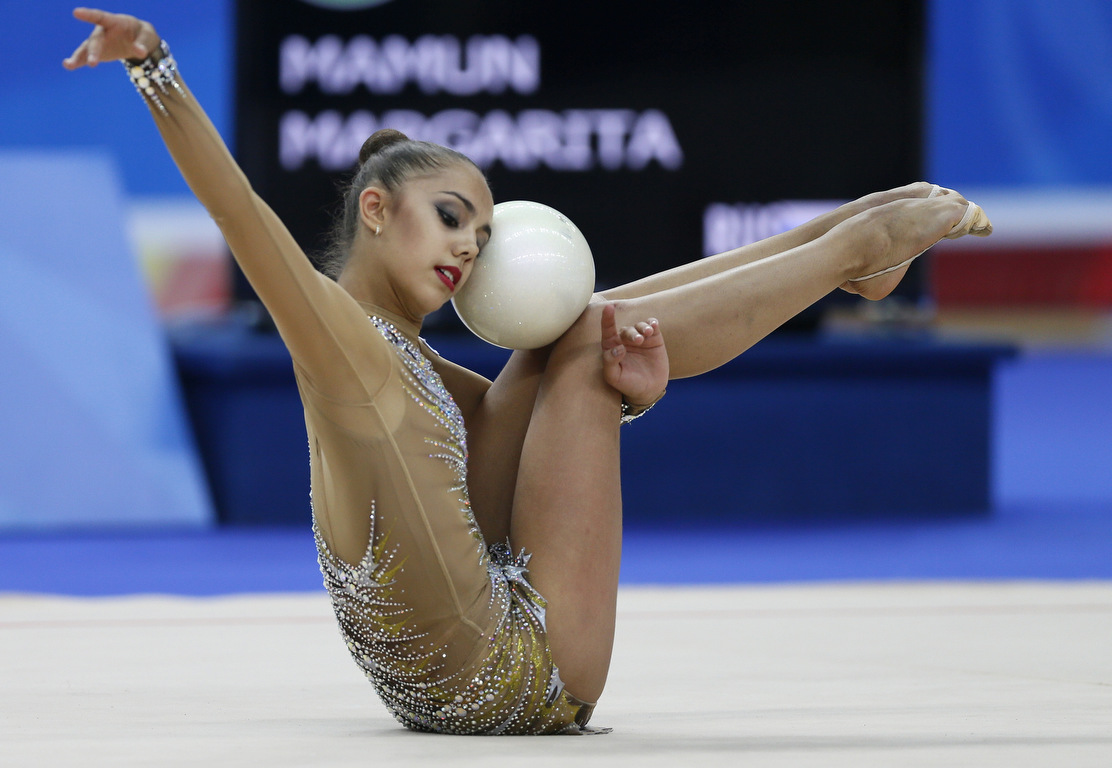
На летней Универсиаде 2013 года

В 2013 году Мамун в третий раз стала чемпионкой России. Накануне первого турнира серии Гран-при Ирина Винер сообщила об обновлении в составе российской команды (помимо Мамун в неё вошли Александра Меркулова, Елизавета Назаренкова, Анна Трубникова, Дарья Сватковская и Мария Титова) и назвала Мамун лидером сборной России.
Сезон она открыла «золотом» в многоборье на Гран-при в Москве. Ей покорилась первая ступень пьедестала в упражнениях с булавами, мячом и обручем, а в упражнениях с лентой Мамун заняла третье место. На следующем этапе Гран-при в Тье выиграла все возможные золотые медали: в упражнениях с лентой, мячом, булавами, обручем и многоборье. Мамун идентично завершила выступления на втором этапе Кубка мира в Лиссабоне.
Вскоре Мамун приняла участие в своём первом чемпионате Европы, который состоялся в Вене. В составе команды вместе с Дарьей Сватковской и Яной Кудрявцевой выиграла золотые медали. В индивидуальном зачёте заняла первое место в упражнениях с лентой и трижды стала второй в упражнениях с булавами, обручем и мячом.
В июле 2013 года на Универсиаде в Казани Мамун завоевала «золото» в упражнении с обручем, лентой, булавами, а также в индивидуальном многоборье, набрав 73,466 балла. В финале Кубка мира в Санкт-Петербурге выиграла «золото» в многоборье, упражнениях с булавами, обручем и лентой, в упражнениях с мячом она завоевала «серебро».
На своём дебютном чемпионате мира в Киеве в 2013 году Мамун считалась самой главной фавориткой. Она выиграла две золотых медали в упражнениях с мячом и булавами и бронзовую медаль с обручем. Но в финале упражнения с лентой она совершила грубую ошибку и в итоге стала пятой. В финале многоборья допустила много ошибок и в результате заняла лишь шестое место.
На состоявшемся в конце октября 2013 года в Японии клубном чемпионате мира Aeon Cup, Мамун вместе с Яной Кудрявцевой и Юлией Бравиковой, представляя клуб «Газпром», стали победительницами в командном соревновании, обойдя сборные Беларуси (Мелитина Станюта, Екатерина Галкина и Анна Божко) и Украины (Анна Ризатдинова, Виктория Мазур и Элеонора Романова). В индивидуальном многоборье Мамун завоевала бронзу.

### 2014 год

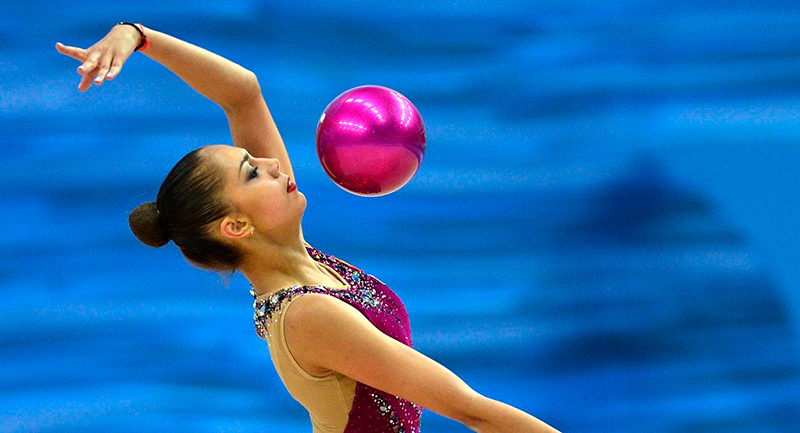
На Кубке мира в Казани 2014 год

На первом в этом году этапе Гран-при в Москве Мамун первенствовала в многоборье и в трёх финалах (обруч, мяч, булавы) и стала второй в упражнении с лентой. На Гран-при в Тье становилась призёром трижды: «серебро» в многоборье и финале с обручем, «золото» — за булавы, а в Холоне праздновала победу в многоборье, в финалах с обручем и мячом, попутно взяв «серебро» за упражнение с лентой. Финал Гран-при в Инсбруке завершила абсолютной победительницей, выиграв «золото» во всех видах программы (многоборье, обруч, мяч, булавы, лента).
На этапе Кубка мира в Штутгарте Мамун заняла второе место в многоборье, победила в финалах упражнений с обручем и булавами (разделив обе награды с Яной Кудрявцевой) и лентой, а также завоевала «бронзу» за упражнение с мячом (вместе с Анной Ризатдиновой). В Корбей-Эсоне завоевала два «золота» (многоборье и булавы) и «серебро» (лента), в Ташкенте снова стала первой в многоборье, а также в упражнениях с булавами и лентой, и второй в упражнении с мячом. В Минске выиграла четыре медали («бронза» в многоборье, три «серебра» за мяч, булавы и ленту), в Софии — три («серебро» за многоборье, мяч и булавы). В финале Кубка мира, прошедшем в Казани, заняла второе место в многоборье, выиграла золотую медаль за упражнение с обручем и серебряную — с мячом.
Чемпионат Европы в Баку закончился для Мамун неудачно: допустив несколько потерь в упражнениях с обручем и булавами, она финишировала в многоборье только на пятом месте. На первенстве планеты в Измире Маргарита Мамун вместе с Яной Кудрявцевой и Александрой Солдатовой выиграли «золото» в командном многоборье. Пройдя квалификацию во все финалы, Мамун в каждом из пяти видов программы завоевала медаль: «золото» за мяч (вместе с Кудрявцевой) и ленту, «серебро» за обруч, булавы и индивидуальное многоборье.
На Aeon Cup стала абсолютным триумфатором, одержав победу как в индивидуальном многоборье, так и в командном (совместно с Яной Кудрявцевой и Вероникой Поляковой).

### 2015 год
В 2015 году Мамун приняла участие во всех этапах Кубка мира: в Лиссабоне («серебро» в многоборье, «золото» за обруч, мяч и ленту), Бухаресте («серебро» в многоборье и за обруч и мяч), Пезаро («серебро» в многоборье и за булавы, «золото» за обруч, «бронза» за мяч), Будапеште («серебро» в многоборье и за обруч, мяч и ленту, «золото» за булавы), Софии («серебро» в многоборье и за обруч и ленту). Дважды, на этапах в Ташкенте и Казани, Мамун становилась абсолютной победительницей, завоёвывая золотые медали во всех видах программы.
На чемпионате мира в Штутгарте в командном многоборье завоевала «золото» (совместно с Яной Кудрявцевой и Александрой Солдатовой). Квалифицировавшись в три финала в отдельных видах, выиграла золотую медаль за упражнение с обручем и две серебряные — за мяч и ленту. В индивидуальном многоборье Маргарита Мамун стала серебряным призёром и получила лицензию на участие в Олимпийских играх 2016 года в Рио-де-Жанейро.
В Японии на клубном чемпионате мира Aeon Cup Мамун повторила своё прошлогоднее достижение, завоевав «золото» в индивидуальном многоборье и в команде (вместе с Александрой Солдатовой и Алиной Ермоловой).

### 2016 год
Традиционно начав сезон на Гран-при в Москве, Маргарита Мамун стала четвёртой в многоборье и, квалифицировавшись в два финала, выиграла золотые медали в упражнениях с мячом (вместе с Александрой Солдатовой) и булавами. На втором этапе Гран-при в Тье завоевала «золото» в многоборье, упражнениях с обручем и булавами, и «серебро» — с мячом. Третий этап Гран-при в Брно ознаменовался для неё абсолютной победой во всех видах программы. Пропустила четвёртый этап Гран-при в Бухаресте.
На международном турнире в Словении Мамун победила в многоборье с суммой 75,950 балла; стала лучшей в упражнениях с обручем (19,000), булавами (18,400) и лентой (19,100). В упражнении с мячом завоевала «бронзу».

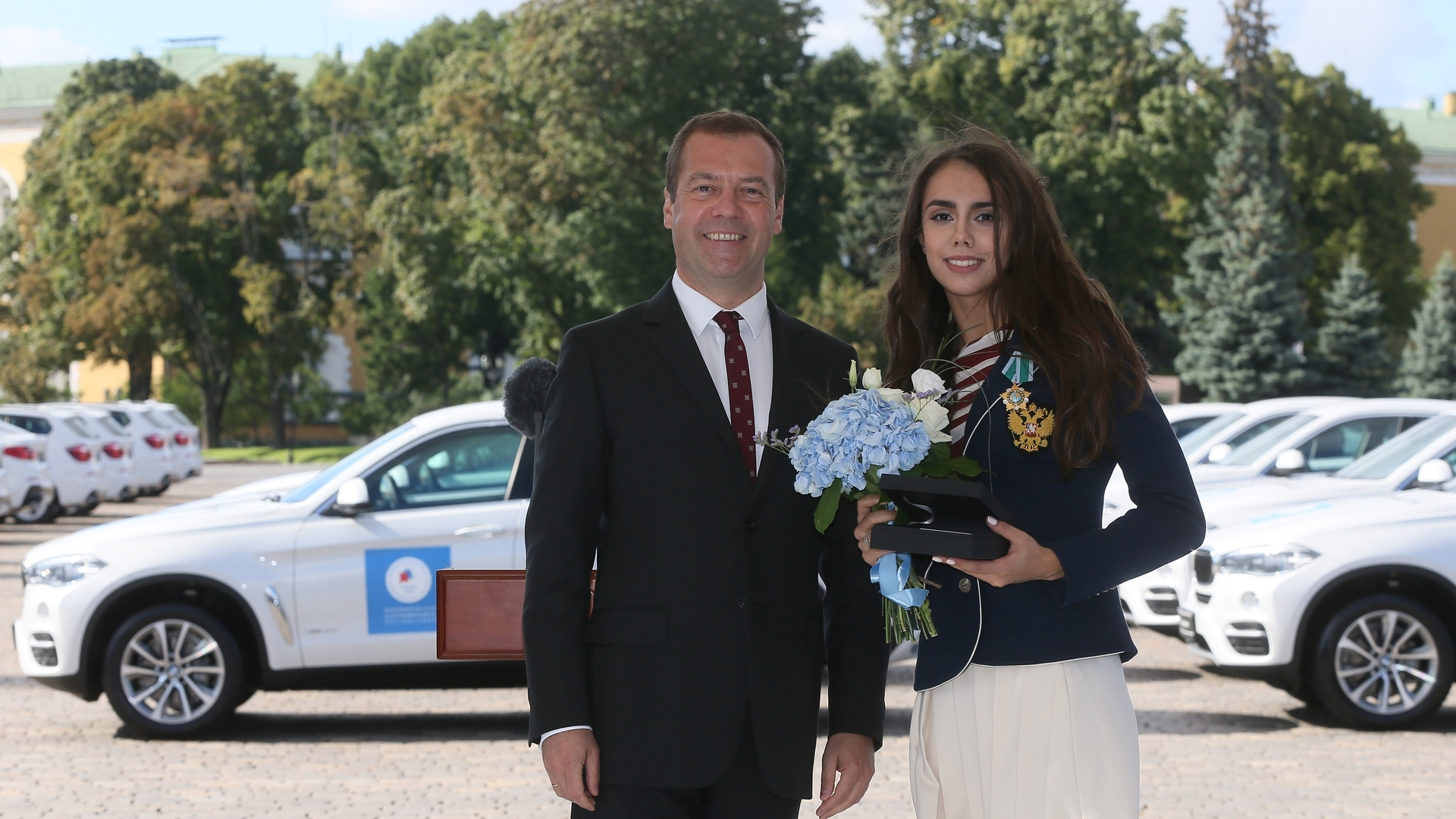
С председателем правительства России Дмитрием Медведевым, 2016 г.

В сезоне 2016 года приняла участие в пяти этапах Кубка мира, пропустив старты в Эспоо, Лиссабоне, Ташкенте, Софии и Берлине. На третьем этапе, в Пезаро, заняла второе место в многоборье; в финалах выиграла две золотые медали в упражнениях с обручем и булавами. На пятом этапе в Минске выиграла «золото» во всех видах программы. На седьмом этапе в Гвадалахаре Мамун стала первой в многоборье, а также в финале упражнений с обручем, булавами и лентой. На девятом этапе в Казани выиграла пять медалей: «золото» в многоборье и в упражнениях с булавами и лентой, «серебро» — с мячом и «бронзу» — с обручем. На финальных соревнованиях Кубка мира в Баку четырежды стала победительницей (многоборье, мяч, булавы, лента), а также завоевала одну серебряную медаль за упражнение с обручем. По итогам всех этапов Кубка мира была признана лучшей в следующих дисциплинах — многоборье, упражнения с обручем, булавами и лентой.
На чемпионате Европы в Холоне заняла второе место в многоборье.
На летних Олимпийских играх в Рио-де-Жанейро 2016 года выиграла золотую медаль по художественной гимнастике в личном многоборье, набрав по сумме четырёх упражнений 76,483 балла.
На клубном чемпионате мира Aeon Cup в Японии стала победительницей в индивидуальном многоборье и командном (вместе с Александрой Солдатовой и Марией Сергеевой).
По окончании сезона 2016 года Маргарита Мамун приняла решение приостановить спортивную карьеру. 4 ноября 2017 года Маргарита объявила об окончательном завершении карьеры гимнастки.
В 2017 году вышел документальный фильм «За пределом», повествующий о подготовке Мамун к Олимпиаде.

## Личная жизнь
Примерно с 2013 года — в отношениях с российским пловцом Александром Сухоруковым. В 2016 году после победы Мамун на Олимпиаде он заявил, что задумывается о свадьбе с гимнасткой. 8 декабря 2016 года он сделал ей предложение на Олимпийском балу в присутствии собравшихся. 8 сентября 2017 года Александр Сухоруков и Маргарита Мамун официально стали мужем и женой. 19 июля 2019 года Мамун объявила о беременности. 3 октября 2019 года родила сына Льва.
В мае 2024 года Мамун рассказала, что в детстве она и ряд других гимнасток подвергалась сексуальным домогательствам со стороны своего мужчины-тренера. Мамун заявила, что рассказала эту историю, поскольку с насилием может столкнуться любой и выразила надежду, что её опыт окажется полезным, а также выступила за необходимость ввести уроки полового воспитания, чтобы обезопасить детей от домогательств.

## Награды
- Орден Дружбы (25 августа 2016 года) — за высокие спортивные достижения на Играх XXXI Олимпиады 2016 года в городе Рио‑де-Жанейро (Бразилия), проявленные волю к победе, стойкость и целеустремлённость, большой вклад в развитие отечественного спорта[50].
- Медаль «За укрепление боевого содружества» (2016)[51].

## Программы

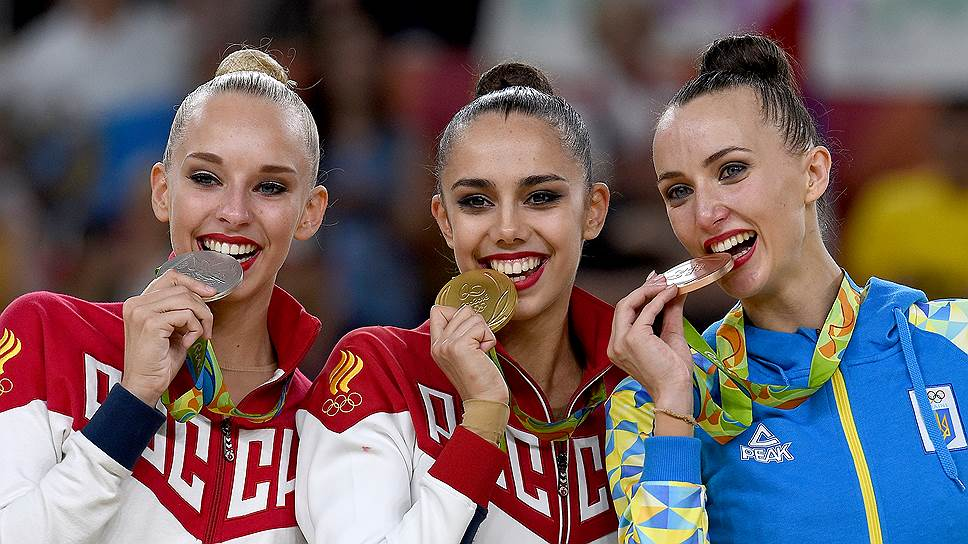
Призёры Олимпийских игр 2016 года в Рио-де-Жанейро (слева направо): Яна Кудрявцева (серебро), Маргарита Мамун (золото), Анна Ризатдинова (бронза)

| Год  | Предмет   | Музыкальная композиция |
| ---- | --------- | --- |
| 2016 | Обруч (2) | Concerto de Berlin — Владимир Косма                                                                                            |
| 2016 | Обруч (1) | Concerto No. 1 in G for Cello and Orchestra, Op. 49: I. Allegro — Йо Йо Ма, Дмитрий Кабалевский, Дмитрий Шостакович            |
| 2016 | Мяч       | Morceaux De Fantasie, Op.3:I.Elegie в исполнении Миши Майского                                                                 |
| 2016 | Булавы    | We Will Rock You в исполнении Queen и P!nk                                                                                     |
| 2016 | Лента     | A New Swan Queen, Night Of Terror, Perfection — Клинт Мэнселл (саундтрек к кинофильму «Чёрный лебедь»)                         |
| 2015 | Обруч     | Oblivion — Гидон Кремер |
| 2015 | Мяч       | Болеро — Морис Равель |
| 2015 | Булавы    | Single Ladies (Put a Ring on It) — Бейонсе                                                                                     |
| 2015 | Лента     | Дуэт для виолончели и фортепиано — Галина Уствольская                                                                          |
| 2014 | Обруч     | Suite No. 2 — Adagio of Spartacus and Phrygia / Suite No. 1 — Scene — Dance with Crotales из балета «Спартак» Арама Хачатуряна |
| 2014 | Мяч       | Memorial — Майкл Найман |
| 2014 | Булавы    | Lolo, Lolo, Lolo — Севда Алекперзаде                                                                                           |
| 2014 | Лента     | No. 18 — Allegro / No. 19 — Allegro Giselle в исполнении Лондонского филармонического оркестра                                 |
| 2013 | Обруч     | Doña Francisquita — Фанданго — Мария Байо, Пласидо Доминго, Альфредо Краус                                                     |
| 2013 | Мяч       | Nocturne in C sharp minor — Фридерик Шопен                                                                                     |
| 2013 | Булавы    | I Love Paris — Питер Чинкотти                                                                                                  |
| 2013 | Лента     | Эхо любви — Анна Герман |
| 2012 | Обруч     | La Boheme (instrumental) — Шарль Азнавур                                                                                       |
| 2012 | Мяч       | Song from a Secret Garden — Secret Garden                                                                                      |
| 2012 | Булавы    | Andalucia / Taliquete by Bill Whelan / Miguel Czachowski                                                                       |
| 2012 | Лента (2) | Ne Me Quitte Pas — Jacques Brel                                                                                                |
| 2012 | Лента (1) | «Money Money Money» music from royal philharmonic orchestra plays Pink Floyd — Королевский филармонический оркестр             |
| 2011 | Обруч     | ? |
| 2011 | Булавы    | Caravane / Der Bauch / Istikhbar Radar / MC Sultan / Gnawa Diffusion                                                           |
| 2011 | Мяч       | Song from a Secret Garden — Secret Garden                                                                                      |
| 2011 | Лента     | Tombe la neige — Раймон Лефевр                                                                                                 |

## Спортивные достижения
| Взрослые | Взрослые                   | Взрослые   | Взрослые | Взрослые | Взрослые | Взрослые | Взрослые |
| Год | Трунир                     | Многоборье | Команда  | Обруч    | Мяч      | Булавы   | Лента    |
| --- | -------------------------- | ---------- | -------- | -------- | -------- | -------- | -------- |
| 2016 | Aeon Cup                   | 1-е        | 1-е      |          |          |          |          |
| 2016 | Летние Олимпийские игры    | 1-е        |          |          |          |          |          |
| 2016 | Кубок мира Баку            | 1-е        |          | 2-е      | 1-е      | 1-е      | 1-е      |
| 2016 | Кубок мира Казань          | 1-е        |          | 3-е      | 2-е      | 1-е      | 1-е      |
| 2016 | Чемпионат Европы           | 2-е        | NT       |          |          |          |          |
| 2016 | Кубок мира Гвадалахара     | 1-е        |          | 1-е      | 4-е      | 1-е      | 1-е      |
| 2016 | Кубок мира Минск           | 1-е        |          | 1-е      | 1-е      | 1-е      | 1-е      |
| 2016 | Гран-при Брно              | 1-е        |          | 1-е      | 1-е      | 1-е      | 1-е      |
| 2016 | Кубок мира Пезаро          | 2-е        |          | 1-е      | 5-е      | 1-е      | 4-е      |
| 2016 | Гран-при Тье               | 1-е        |          | 1-е      | 2-е      | 1-е      | 8-е (Q)  |
| 2016 | Гран-при Москва            | 4-е        |          | 12-е (Q) | 1-е      | 1-е      | 6-е (Q)  |
| 2015 | Aeon Cup                   | 1-е        | 1-е      |          |          |          |          |
| 2015 | Финал Гран-при Брно        | 1-е        |          | 1-е      | 1-е      | WD       | WD       |
| 2015 | Чемпионат мира             | 2-е        | 1-е      | 1-е      | 2-е      |          | 2-е      |
| 2015 | Кубок мира Казань          | 1-е        |          | 1-е      | 1-е      | 1-е      | 1-е      |
| 2015 | Кубок мира София           | 2-е        |          | 2-е      | 8-е      | 11-е (Q) | 2-е      |
| 2015 | Кубок мира Будапешт        | 2-е        |          | 2-е      | 2-е      | 1-е      | 2-е      |
| 2015 | Гран-при Берлин            | 1-е        |          | 1-е      | 1-е      | 1-е      | 3-е      |
| 2015 | КУбок мира Ташкент         | 1-е        |          | 1-е      | 1-е      | 1-е      | 1-е      |
| 2015 | Европейские игры           | 2-е        |          | 1-е      | 2-е (Q)  | 2-е (Q)  | 2-е (Q)  |
| 2015 | Гран-при Холон             | 2-е        |          | 2-е      | 5-е (Q)  | 3-е      | 3-е      |
| 2015 | Чемпионат Европы           |            | 1-е      | 1-е      | 2-е      |          | 5-е      |
| 2015 | Кубок мира Пезаро          | 2-е        |          | 1-е      | 3-е      | 2-е      | 4-е (Q)  |
| 2015 | Кубок мира Бухарет         | 2-е        |          | 2-е      | 2-е      | 4-е (Q)  | 3-е (Q)  |
| 2015 | Кубок мира Лиссабон        | 2-е        |          | 1-е      | 1-е      | 17-е (Q) | 1-е      |
| 2015 | Гран-при Барселона         | 1-е        |          | 2-е      | 1-е      | 1-е      | 1-е      |
| 2015 | Гран-при Москва            | 1-е        |          | 1-е      | 2-е      | 18-е (Q) | 1-е      |
| 2014 | Aeon Cup                   | 1-е        | 1-е      |          |          |          |          |
| 2014 | Финал Гран-при Инсбрук     | 1-е        |          | 1-е      | 1-е      | 1-е      | 1-е      |
| 2014 | Гран-при Брно              | 1-е        |          | 1-е      | 1-е      | 1-е      | 1-е      |
| 2014 | Чемпионат мира             | 2-е        | 1-е      | 2-е      | 1-е      | 2-е      | 1-е      |
| 2014 | Кубок мира Казань          | 2-е        |          | 1-е      | 2-е      | 11-е (Q) | 4-е      |
| 2014 | Кубок мира София           | 2-е        |          | 8-е (Q)  | 2-е      | 2-е      | 4-е (Q)  |
| 2014 | Чемпионат Европы           | 5-е        | NT       |          |          |          |          |
| 2014 | Кубок мира Минск           | 3-е        |          | 15-е (Q) | 2-е      | 2-е      | 2-е      |
| 2014 | Кубок мира Ташкент         | 1-е        |          | 5-е      | 2-е      | 1-е      | 1-е      |
| 2014 | Кубок мира Корбей-Эссон    | 1-е        |          | 6-е      | 5-е      | 1-е      | 2-е      |
| 2014 | Кубок мира Пезаро          | 2-е        |          | 2-е      | 2-е      | 3-е (Q)  | 4-е (Q)  |
| 2014 | Гран-при Холон             | 1-е        |          | 2-е      | 1-е      | 3-е (Q)  | 2-е      |
| 2014 | Кубок мира Штутгарт        | 2-е        |          | 1-е      | 3-е      | 1-е      | 1-е      |
| 2014 | Гран-при Тье               | 2-е        |          | 2-е      | 15-е (Q) | 1-е      | 4-е (Q)  |
| 2014 | Гран-при Москва            | 1-е        |          | 1-е      | 1-е      | 1-е      | 2-е      |
| 2013 | Aeon Cup                   | 3-е        | 1-е      |          |          |          |          |
| 2013 | Финал Гран-при Берлин      | 1-е        |          | 1-е      | 2-е      | 1-е      | 5-е      |
| 2013 | Гран-при Брно              | 1-е        |          | 2-е      | 1-е      | 3-е      | 1-е      |
| 2013 | Чемпионат мира             | 6-е        | NT       | 3-е      | 1-е      | 1-е      | 5-е      |
| 2013 | Кубок мира Санкт-Петербург | 1-е        |          | 1-е      | 2-е      | 1-е      | 1-е      |
| 2013 | Чемпионат Европы           |            | 1-е      | 2-е      | 2-е      | 2-е      | 1-е      |
| 2013 | Кубок мира Корбей-Эссон    | 3-е        |          | 1-е      | 1-е      | 2-е      | 1-е      |
| 2013 | Кубок мира София           | 3-е        |          | 7-е      | 1-е      | 4-е      | 2-е      |
| 2013 | Гран-при Тье               | 1-е        |          | 1-е      | 1-е      | 1-е      | 1-е      |
| 2013 | Гран-при Холон             | 1-е        |          | 2-е      | 3-е      | 8-е (Q)  | WD       |
| 2013 | Гран-при Москва            | 1-е        |          | 1-е      | 1-е      | 1-е      | 3-е      |
| Национальные |                            |            |          |          |          |          |          |
| Год | Турнир                     | Многоборье | Команда  | Обруч    | Мяч      | Булавы   | Лента    |
| 2016 | Чемпионат России           | 2-е        | 1-е      | 1-е      | 1-е      | 1-е      | 1-е      |
| 2014 | Чемпионат России           | 2-е        | 1-е      |          |          |          |          |
| 2012 | Чемпионат России           | 1-е        | 1-е      |          |          |          |          |
| 2011 | Чемпионат России           | 1-е        | 1-е      |          |          |          |          |
| Q = в квалификации (без выступления в финале соревнования из-за ограничения 2-х гимнасток из одной страны или только 8-и с высшим результатом); WR = Мировой рекорд; WD = снялась; NT = Нет командных соревнований |                            |            |          |          |          |          |          |